# ノア・マンク
ノア・ブライアント・マンク（Noah Bryant Munck、1996年5月3日 - ）は、アメリカ合衆国出身の俳優、声優、プロデューサー、コメディアン、ミュージシャン、YouTuberである。ニコロデオン製作の『iCarly』のギビー・ギブソン役、ABCコメディシリーズ喜劇の『それいけ! ゴールドバーグ家』および『Schooled』の裸のロブ・スミス役で知られる。

## 経歴
1996年5月3日にアメリカ合衆国カリフォルニア州ミッションビエホに生まれた。
5人兄弟の長男であり、弟が3人、妹が1人いる、そのうち妹のティラー・マンクは女優、ミュージシャン、弟のマイカ・マンクとイーサン・マンクは俳優である。
10歳の頃から子役としてCMやドラマに出演。
2007年に放送された『All of Us』の第1話ゲストのプレイヤー役でテレビドラマ初出演を果たす。
2007年より開始されたニコロデオン製作のコメディドラマシリーズ『iCarly』では、第3話より、主人公カーリー・シェイ（ミランダ・コスグローヴ）とサム・パケット（ジェネット・マッカーディ）とフレディ・ベンソン（ネイサン・クレス）の親友・ギビー・ギブソン役で出演、本格的に俳優デビュー。 2007年の開始当初からのシーズン1から2009年のシーズン3まで準レギュラー出演、その後2010年のシーズン4以降からレギュラーに昇格、同時にオープニングのスタッフロールも追加され、通常のメイン出演者になり、2012年のシーズン7までレギュラー出演となり、初めてテレビドラマのレギュラーを獲得した。
その後『iCarly』のギビー役で、主役のスピンオフドラマを制作する予定だったが実現しなかった。
しかし、2014年にはスピンオフドラマ『サム&キャット』第30話に同役でゲスト出演している。
但し2021年より開始したリバイバル版『iCarly』ではレギュラーメンバーのカーリー役のコスグローヴ、フレディ役のクレス、カーリーの兄・スペンサー・シェイ役のジェリー・トレイナーの3人はオリジナルシリーズの役柄を再演していたが、ノアはギビー役を再演していなかったが、弟のイーサンはシーズン2でギビーの弟・ガッピー・ギブソン役を再演していた。
2013年5月27日に公開されたテレビ映画『en:Nicky Deuce』では、主人公ニッキー・デュース・ニコラス・ボレッリ2世役で出演、これが自身初の主演となった。
同年の8月24日に公開されたテレビ映画『Swindle』では、主人公ダレン・ベイダー役で出演し、サバンナ・ドライスデール役のマッカーディとアマンダ・ベンソン役のアリアナ・グランデと同じく主人公役で再共演した。
2014年から2023年にはABCファミリー（現:フリーフォーム）コメディシリーズ喜劇の『それいけ! ゴールドバーグ家』シーズン2からシーズン10までゴールドバーグ家の長男バリー・ゴールドバーグ（トロイ・ジェンティル）の親友・裸のロブ・スミス役で準レギュラー出演、及び2019年に放送された続編の『Schooled』第2シーズンの第19回にも同役でゲスト出演した。

## 人物
『iCarly』シーズン3の第17話以降には四男のイーサンもギビーの弟・ガッピー・ギブソン役で準レギュラー出演している。なお弟のイーサンとはアニメ映画『en:Shrek RetoId』でも声優として共演している。
俳優業のほか動画クリエイターで『YouTuber』をアップしたりしている。
またNoxiKという別名義でミュージシャンで音楽作り及び音楽リリースをするなどが多い。
ノアはまた、NoxiKという名前でエレクトロニックダンスミュージックを制作している。ノアは2012年1月20日に最初の曲「Beginnings」をリリースした。それ以来、ノアは作成した曲を自分のYouTubeアカウントにリリースし始めた。ノアは2013年4月23日にホットラインという小さなEPをリリースした。2013年12月21日、NoxiKはSoundCloudとYouTubeで「Killjoy」というタイトルのシングルをリリースした。それはEDM.comによってSoundCloudに再投稿され、これまでで最も成功したシングルの1つになった。2014年3月24日にロードウォリアーというタイトルの最初の公式EPをリリースした。 2017年10月現在、プロジェクトは非アクティブしている。
しかし、ノアはSADWORLDBEATSという名前の別のSoundCloudアカウントに曲を公開し、そのアカウントから頻繁に音楽をリリースしている。
2014年の秋にはロサンゼルスにある、カリフォルニア州のバイオラ大学に入学し、シネマ＆メディアアートを専攻した、後に無事に卒業をした。　

## 出演作品

### テレビ
| 年        | 邦題 原題                                                 | 役名                                  | 備考 |
| --------- | --------------------------------------------------------- | ------------------------------------- | --- |
| 2007      | All of Us                                                 | プレイヤー Player                     | 第1話「行こう、ボビー、行こう！」                                                                                               |
| 2007–12   | iCarly                                                    | ギビー・ギブソン Gibby Gibson         | リカーリング (シーズン1–3)、主役 (シーズン4–7); 61エピソードに出演（リカーリング）                                              |
| 2008      | ウェイバリー通りのウィザードたち Wizards of Waverly Place | ティミー・オハラハン Timmy O'Hallahan | 4 エピソードに出演（リカーリング）                                                                                              |
| 2009      | フィニアスとファーブ Phineas and Ferb                     | ザビエル Xavier                       | 第2シーズン第38話「タイムマシンで大騒ぎ」"Phineas and Ferb’s Quantum Boogaloo" 声の出演                                         |
| 2009      | ER緊急救命室 ER                                           | ローガン Logan                        | 第15シーズン第21回「気分は最高」"I Feel Good"                                                                                   |
| 2010      | en:Rules of Engagement Rules of Engagement                | スマッケンジー Mackenzie              | 第4シーズン第9回 |
| 2012      | en:Figure It Out                                          | 本人                                  | 6エピソードに出演（リカーリング）                                                                                               |
| 2013      | ブル〜ス一家は大暴走! Arrested Development                | 本人                                  | |
| 2014      | サム&キャット Sam & Cat                                   | ギビー・ギブソン Gibby Gibson         | 第30話「危険なノーラ」"#SuperPsycho" 「iCarly」のキャラクター                                                                   |
| 2014–2023 | それいけ! ゴールドバーグ家 en: The Goldbergs              | 裸のロブ・スミス "Naked Rob" Smith    | 103エピソードに出演（リカーリング）                                                                                             |
| 2019      | Schooled                                                  | 裸のロブ・スミス "Naked Rob" Smith    | 第2シーズン19回「Dr.バリー」 "Dr. Barry" 「それいけ！ゴールドバーグ家」の続編(『それいけ！ゴールドバーグ家』同一のキャラクター) |

### 映画
| 年                                        | 邦題 原題                                                              | 役名                                                               | 備考                                               |
| ----------------------------------------- | ---------------------------------------------------------------------- | ------------------------------------------------------------------ | -------------------------------------------------- |
| 2008                                      | フォー・クリスマス en:Four Christmases                                 | スクリーミングキッド Screaming Kid                                 | 映画                                               |
| 2009                                      | Arrested Development                                                   | スニファー The Sniffer                                             | 映画                                               |
| 2011                                      | バッド・ティーチャー en:Bad Teacher                                    | トリスタン Tristan                                                 | 映画                                               |
| ウルトラ I LOVE YOU! en:The Rainbow Tribe | ライアン Ryan                                                          | 映画                                                               |                                                    |
| 2013                                      | トム・ソーヤー&ハックルベリー・フィン en:Tom Sawyer & Huckleberry Finn | ベン・ロジャーズ Ben Rogers                                        | 映画                                               |
| 2013                                      | en:Nicky Deuce                                                         | ニッキー・デュース・ニコラス・ボレッリ2世 "Nicky Deuce" Borelli II | ニコロデオン・オリジナル・ムービー 主演 テレビ映画 |
| 2013                                      | Swindle                                                                | ダレン・ベイダー Darren Vader                                      | ニコロデオン・オリジナル・ムービー 主演 テレビ映画 |
| 2014                                      | en:Just Before I Go                                                    | ヤング・ローリー Young Rowley                                      | 映画                                               |
| 2018                                      | en:Shrek RetoId                                                        | シュレック RhreK                                                   | 主演 声の出演 アニメ映画                           |
| 2023                                      | Future Boys                                                            | キャビンの男 Man in Cabin                                          | 短編映画                                           |

### テレビゲーム
| 年   | 邦題 原題                  | 役名                          | 備考     |
| ---- | -------------------------- | ----------------------------- | -------- |
| 2009 | iCarly                     | ギビー・ギブソン Gibby Gibson | 声の出演 |
| 2010 | iCarly: iDream in Toons    | ギビー・ギブソン Gibby Gibson | 声の出演 |
| 2010 | iCarly 2: iJoin the Click! | ギビー・ギブソン Gibby Gibson | 声の出演 |